# Llocnou de Sant Jeroni
Llocnou de Sant Jeroni (em valenciano e oficialmente) ou Lugar Nuevo de San Jerónimo (em castelhano) é um município da Espanha, na província de Valência, Comunidade Valenciana. Tem 6,5 km² de área e em 2021 tinha 557 habitantes (densidade: 85,7 hab./km²). Pertence à comarca de Safor e limita com os municípios de Almiserà, Castellonet de la Conquesta, Terrateig e Villalonga.